# Louvières (Calvados)
Louvières település Franciaországban, Calvados megyében. Lakosainak száma 70 fő (2018. január 1.). Louvières Asnières-en-Bessin, Englesqueville-la-Percée, Formigny és Vierville-sur-Mer községekkel határos.

## Népesség
A település népességének változása:
| Lakosok száma | 111  | 113  | 92   | 64   | 73   | 72   | 77   | 74   | 69   | 70   |
|               | 1968 | 1975 | 1982 | 1990 | 1999 | 2011 | 2013 | 2015 | 2017 | 2018 |